# Bug Too!
 (juillet 2019).
Si vous disposez d'ouvrages ou d'articles de référence ou si vous connaissez des sites web de qualité traitant du thème abordé ici, merci de compléter l'article en donnant les références utiles à sa vérifiabilité et en les liant à la section « Notes et références ».
Bug Too! est un jeu de plates-formes développé par Realtime Associates et édité par Sega. Sorti sur Saturn et PC en 1996, il est la suite directe du jeu Bug!.

## Synopsis
Le joueur incarne Bug!, un insecte qui doit sauver son peuple. Dans cette suite, il est également possible d'incarner deux autres personnages : Superfly et Maggot Dog.

## Système de jeu
Le joueur traverse différents niveaux en trois dimensions, sur quatre axes (haut, bas, gauche et droite), au sol, mais également sur les murs et les plafonds (donc, la tête en bas). Chaque monde est une parodie de film.